# 三宅貴洋
三宅貴洋（日语：／ Miyake Takahiro，2月19日—）是一名日本男性聲優，東京都出身，EARLY WING所屬。

## 簡歷
曾隸屬於ぷろだくしょん★A組（Jr.）以及Office PAC。
2025年3月31日，因Office PAC於當日停止營運，於隔天4月1日轉籍至EARLY WING。

## 人物
興趣與特技包括棒球、滑雪短板、拉麵巡禮、滑雪，以及欣賞兔子。持有資格為劍道一級。

## 演出作品
※粗體字為主要角色。

### 電視動畫
1999年
- 十兵衛 -心形眼罩的秘密-（劍道部員）
- SURF SIDE HIGH-SCHOOL
- Phantom 〜Requiem for the Phantom〜

2005年
- プレイボール（高木、高橋）

2010年
- 薄櫻鬼 碧血錄（舊幕兵）

2011年
- 銀魂（黑道B）

2012年
- 足球騎士（岩本一成）

2024年
- 少女樂團 吶喊吧（路人、預備校學生、喫茶店客、男性客A）
- 反斗小王子（計程車司機）
- 夜晚的水母不會游泳（大眾的聲音）
- 烏鴉不擇主（鵄的手下）

2025年
- 紅戰士在異世界成了冒險者（ミノタウロス）
- 魔法使的約定（東國的商人）
- 再見，地球 第2期（劍士）

### 劇場版動畫
2024年
- DEAD DEAD DEMON'S DEDEDEDE DESTRUCTION 惡魔的破壞（侵略者〈高官〉）

## 外部連結
- EARLY WINGによるプロフィール